# منجیانگ
منجیانگ (انگلیسی: Mengjiang) همچنین در انگلیسی با نام مغرب سرزمین مغول یا شناخته می‌شود، یک دولت و منطقه خودمختار متحد، در مغولستان داخلی بود، که در سال ۱۹۳۹ به عنوان دولت دست نشانده امپراتوری ژاپن تشکیل شد. سپس از سال ۱۹۴۰ تحت حاکمیت اسمی دولت ملی تجدید سازمان یافته جمهوری چین (که خود یک دولت دست نشانده بود) بود درآمد.